# نهر سوجوت
نهر سوجوت هو نهر يقع في الجزء الشمالي الشرقي من صباح، ماليزيا، بين ثلاثية الساحل الغربي، سانداكان، وكذلك جزء من قسم كودات منطقة كوتا مارودو. يبلغ طوله الإجمالي 178 كـم (111 ميل) من منابعها في جبال شمال غرب صباح إلى مخرجها في بحر سولو، شمال شرق مدينة بلوران. ينبع مصدره من الجبال الموجودة في المنحدرات الشرقية لمنتزه جبل كينابالو الوطني في منطقة راناو، والتي تعد جزءًا من نظام جبل كينابالو.

## المحافظة على البيئة
شمل نهر سوجوت بعض السمات المميزة لمناظر الغابات الجافة على تلال الحجر الرملي والغابات النهرية وبحيرات الثور، حيث أصبحت أرضًا خصبة طبيعية لتكاثر وفرة من الحياة البرية، بما في ذلك قرود المكاك، والغزلان الفأرية، والمونتجاك، وأورانج أوتان، وقرود الخرطوم، والغزلان السامبار، والقرود الفضية، ودب الشمس، والخنزير البري، فضلاً عن مجموعة متنوعة من أنواع الطيور، بما في ذلك 43 نوعًا من الأسماك في المياه العذبة. تشكل غابة سوجوت تروسان عند مصب النهر جزءًا من منطقة سوجوت المحمية (SCA)، والتي تم تصنيفها في البداية كغابة تجارية من الدرجة الثانية ثم أعيد تصنيفها لاحقًا كغابة حماية من الدرجة الأولى في 24 ديسمبر 2014. في عام 2015، سجل الصندوق العالمي للطبيعة أهمية الممر المائي بالنسبة للقرويين كجزء من مشروع الحفاظ على النظام البيئي للمياه العذبة الذي يستمر لمدة ثلاث سنوات التابع للصندوق العالمي للطبيعة.
يتدفق النهر من جبل كينابالو عبر سهل رسوبي واسع قبل أن يصل إلى بحر سولو، على طول النهر تقع أيضًا محمية غابة تروسان سوجوت.